# Bruno (poemat)
Bruno – poemat Tomasza Olizarowskiego opublikowany w 1836 w Krakowie w tomie Poezyj..

## Treść
Bruno młodzieniec dziki i posępny niczym Fokion, bywa przyjmowany w towarzystwie, gdzie jak spostrzeżono wodzi wzrokiem za pewną panną, która również skrycie wzdycha ku niemu. Doznawszy wzajemności w spojrzeniu Bruno z trudem znosi tancerzy wybranki. Kiedy piękny i bogaty Ostafi zdobywa w tańcu jej uśmiech, mówi coś o grobie, uśmiecha się dziko, podchodzi do niego i po kilku słowach wychodzi. Przebudzenie ze snu jest bolesne, a przecież młodzieniec dalej marzy, że się odważy poprosić swą ukochaną o rękę. Ostafi chce przeprosić Bruna, jeśli go czymś obraził, ten jednak zgadza się wytłumaczyć dopiero po śmierci. Bruno poruszony występkiem, patrzy na nadchodzącą na miasto wołyńską noc. Wyje pies. Z parowu za miastem wyłania się postać oblana światłem czerwonej gwiazdy, bez cienia, i wnika do miasta. Duch Ostafiego zjawia się prosić o wyjaśnienie przyczyny swej śmierci. Bruno wyznaje mu, że z miłości drżał z powodu każdego, do którego uśmiechnęła się jego ukochana, a Ostafi był z nich najprzystojniejszy. Teraz żałuje, bo nie został pomszczony, tak jak chciał. A chciał, by przeciwnik zabijając go skrócił jego męki. Ostafi pobudza Bruna do odwagi. On sam przebaczył mu odmianę bytu. Kiedy dowiaduje się, że chodziło o Kamilę, przyznaje, że jej nie kochał i nie odpowiedziałby na jej miłość do siebie. Znika bo wstaje jutrzenka.
Wstawszy rano Bruno udaje się z pistoletem do ulubionego parowu, gdzie tyle godzin spędził na dumaniu. Cięży mu popełniona zbrodnia. Myśl o pokucie chroni przed samobójstwem. Niedane jest dziewicy poślubić tego, którego jej serce pokochało. Matka widzi, że Kamila jest blada. Dziewczyna nie umie powiedzieć nawet jak ma na imię ten, którego pokochała. Matka ostrzega ją jednak, że takie uczucie może ją wplątać w skandal i Kamila przyznaje jej rację. Kilka tygodni później poślubia Urbana, dla którego będzie dobrą żoną. Nieznajomy staje się dla niej miłym wspomnieniem. Bruno siedzi w swoim parowie i przygląda się nadciągającej burzy. Zjawia się Ostafi i każe iść za sobą. Bruno chce odtąd samotności, ale podporządkowuje się żądaniu. Udają się do dworku, w którym w towarzystwie innych kobiet znajduje się Kamila. Towarzystwo cieszy się na widok młodzieńca, wychwala jego urodę i opaleniznę. Bruno widzi w pomieszaniu Ostafiego rozmawiającego z Kamilą. Zbliża się gwałtownie. Kamila wstaje na jego widok, wyznaje wzruszona: ciebie kochałam i wychodzi.